# Vicente Asensi
Vicente Asensi Albentosa (L'Alcúdia de Crespins, 28 de janeiro de 1919 - 2 de setembro de 2000) foi um futebolista e treinador espanhol.

## Carreira
Vicente Asensi Albentosa fez parte do elenco da Seleção Espanhola de Futebol da Copa do Mundo de 1950. Ele fez uma partida.